# Sümeyye Özcan
Sümeyye Özcan (Malatya, Turquia, 15 de gener de 1992) és una esportista paralímpica turca. Özcan, no vident, practica l'atletisme i també és integrant de la selecció turca de golbol per esportistes amb limitacions físiques.
El 2012 va participar com atleta en els Jocs Paralímpics. Va declarar que vol guanyar la medalla d'or als Jocs Paralímpics de Rio 2016 amb la selecció de golbol i de fet va ser així. El 2015 va guanyar amb la seva selecció el campionat europeu i va ser la "pitxitxi" de la competició amb 23 gols.